# Дэвидсон, Эсбери Бэском
Эсбери Бэском Дэвидсон (англ. Asbury Bascom Davidson; 13 ноября 1855, округ Линкольн, Теннесси — 4 февраля 1920, Техас) — американский юрист и политик, 22-й вице-губернатор Техаса в 1907—1913 годах.

## Биография

### Ранние годы
Эсбери Бэском Дэвидсон родился 13 ноября 1855 года в округе Линкольн в семье Уильяма и Катрины (урожденной Макбэнк) Дэвидсонов. До 1970 года он вместе со своими родителями переехал в округ Уильямсон, Техас. В 1870 годах Дэвидсон учился в Юго-западном университете в Джорджтауне, а затем переехал в Гонзалес, где продолжил обучение в адвокатской конторе.

### Политическая карьера
После принятия в коллегию адвокатов, Дэвидсон некоторое время работал в Гонзалесе, а в начале 1880-х годов переехал в Куэро, где основал собственную адвокатскую контору. Там же в конце 1880-х годов он был избран окружным прокурором; он занимал этот пост в течение восьми лет, после чего был избран сенатором Техаса, эту должность он занимал в течение трёх лет.
В 1907—1913 годах Дэвидсон был вице-губернатором Техаса, став одним из немногих чиновников, избиравшихся несколько раз подряд на эту должность. Он также был членом совета директоров Техасского университета A&M.

### Личная жизнь
В марте 1890 года Дэвидсон женился на Минни Маккланэкэн. Он умер 4 февраля 1920 года и был похоронен на кладбище Хиллсайд в Куэро.